# Olympische Sommerspiele 1988/Leichtathletik – 800 m (Frauen)
Der 800-Meter-Lauf der Frauen bei den Olympischen Spielen 1988 in Seoul wurde vom 24. bis zum 26. September 1988 in drei Runden im Olympiastadion Seoul ausgetragen. 29 Athletinnen nahmen teil.
Olympiasiegerin wurde Sigrun Wodars aus der DDR. Sie gewann vor ihrer Landsfrau Christine Wachtel und der US-Amerikanerin Kim Gallagher.
Für die Bundesrepublik Deutschland startete Gabriela Lesch, die im Halbfinale ausschied.

Läuferinnen aus der Schweiz, Österreich und Liechtenstein nahmen nicht teil.

## Aktuelle Titelträgerinnen
| Olympiasiegerin 1984                      | Doina Melinte ( Rumänien)        | 1:57,60 min | Los Angeles 1984  |
| Weltmeisterin 1987                        | Sigrun Wodars ( DDR)             | 1:55,26 min | Rom 1987          |
| Europameisterin 1986                      | Nadija Olisarenko ( Sowjetunion) | 1:57,15 min | Stuttgart 1986    |
| Panamerikanische Meisterin 1987           | Ana Fidelia Quirot ( Kuba)       | 1:59,06 min | Indianapolis 1987 |
| Zentralamerika- und Karibikmeisterin 1987 | Angelita Lind ( Puerto Rico)     | 2:04,87 min | Caracas 1987      |
| Südamerikameisterin 1987                  | Soraya Telles ( Brasilien)       | 2:07,71 min | São Paulo 1987    |
| Asienmeisterin 1987                       | Choi Se-bum ( Südkorea)          | 2:05,11 min | Singapur 1987     |
| Afrikameisterin 1988                      | Hassiba Boulmerka ( Algerien)    | 2:06,16 min | Annaba 1988       |

## Bestehende Rekorde
| Weltrekord         | 1:53,28 min | Jarmila Kratochvilová ( Tschechoslowakei) | München, BR Deutschland (heute Deutschland)    | 26. Juli 1983 |
| Olympischer Rekord | 1:53,43 min | Nadija Olisarenko ( Sowjetunion)          | Finale OS Moskau, Sowjetunion (heute Russland) | 27. Juli 1980 |

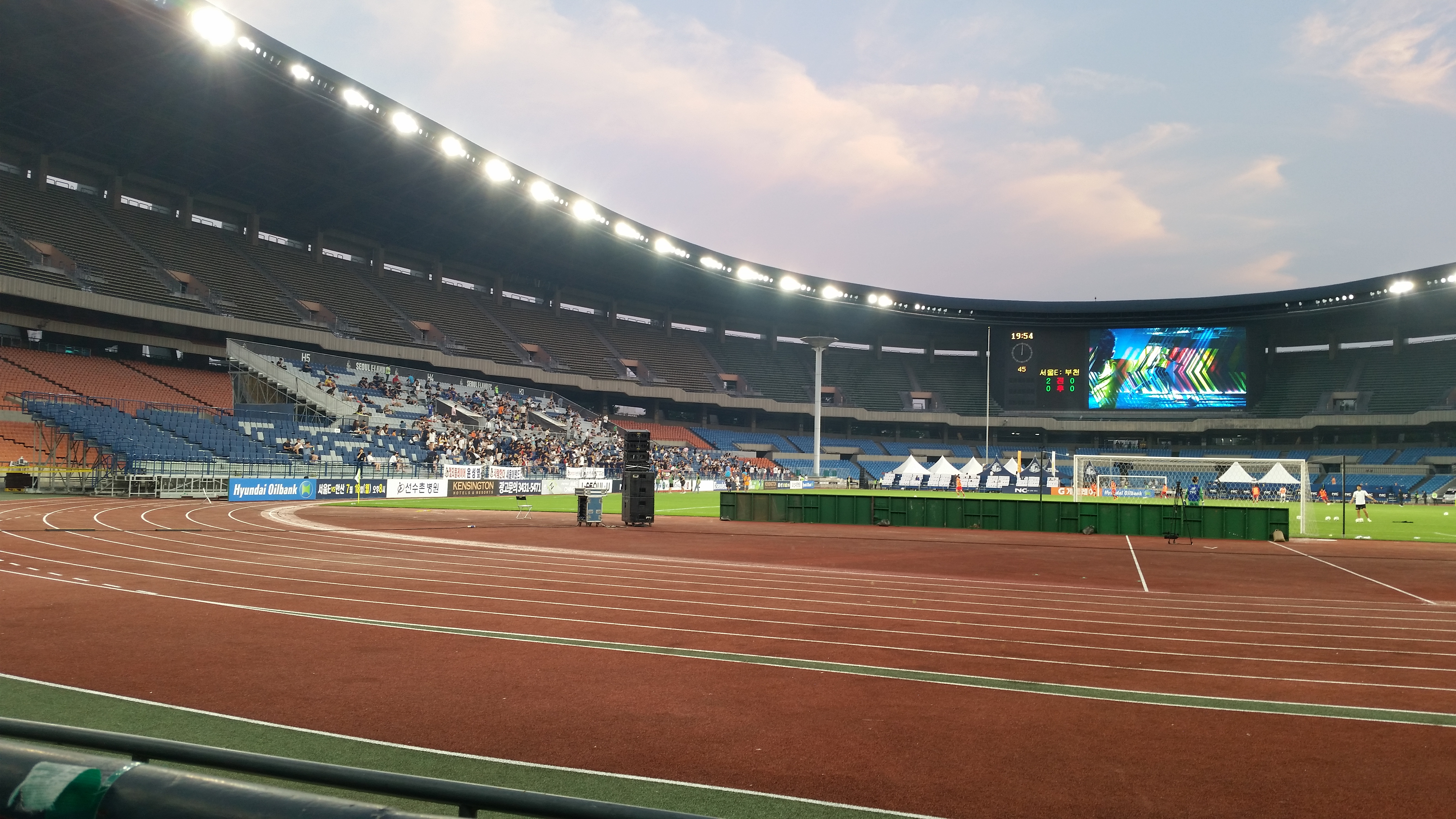
Innenraum des Olympiastadions im Jahr 2016

Der bestehende olympische Rekord wurde bei diesen Spielen nicht erreicht. Olympiasiegerin Sigrun Wodars aus der DDR verfehlte den Rekord im schnellsten Rennen, dem Finale, mit ihren 1:56,10 min um 2,67 Sekunden. Zum Weltrekord fehlten ihr 2,82 Sekunden.

## Vorrunde
Datum: 24. September 1988
Die Athletinnen traten am 24. September zu insgesamt vier Vorläufen an. Für das Halbfinale qualifizierten sich pro Lauf die ersten drei Athletinnen. Darüber hinaus kamen die vier Zeitschnellsten, die sogenannten Lucky Loser, weiter. Die direkt qualifizierten Athletinnen sind hellblau, die Lucky Loser hellgrün unterlegt.

### Vorlauf 1
14:10 Uhr
| Platz | Name               | Nation         | Zeit        |
| ----- | ------------------ | -------------- | ----------- |
| 1     | Inna Jewsejewa     | Sowjetunion    | 2:01,59 min |
| 2     | Slobodanka Čolović | Jugoslawien    | 2:01,80 min |
| 3     | Shireen Bailey     | Großbritannien | 2:02,36 min |
| 4     | Sharon Powell      | Jamaika        | 2:03,49 min |
| 5     | Montserrat Pujol   | Spanien        | 2:03,73 min |
| 6     | Choi Se-bum        | Südkorea       | 2:06,65 min |
| 7     | Assumpta Achuo-Bei | Kamerun        | 2:07,10 min |
| 8     | Kungu Bakombo      | Zaire          | 2:11,00 min |

### Vorlauf 2

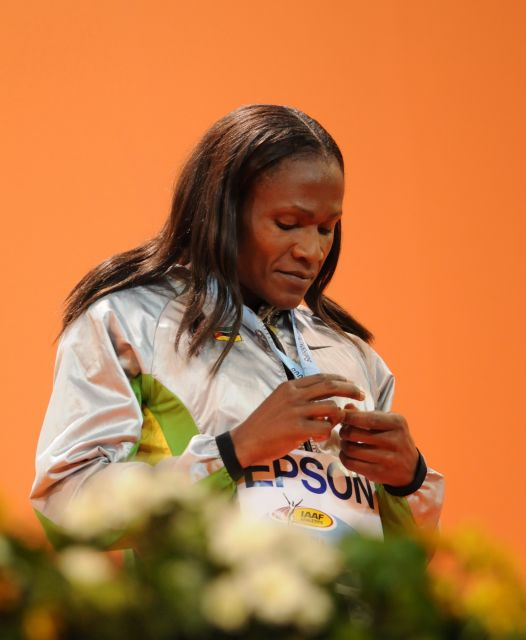
Die später überaus erfolgreiche Maria Mutola (hier im Jahr 2008) scheiterte hier als Siebte des zweiten Vorlaufs

14:15 Uhr
| Platz | Name              | Nation         | Zeit        |
| ----- | ----------------- | -------------- | ----------- |
| 1     | Christine Wachtel | DDR            | 2:00,62 min |
| 2     | Joetta Clark      | USA            | 2:00,83 min |
| 3     | Gabriela Lesch    | BR Deutschland | 2:00,95 min |
| 4     | Maite Zúñiga      | Spanien        | 2:00,98 min |
| 5     | Mary Burzminski   | Kanada         | 2:02,85 min |
| 6     | Shiny Abraham     | Indien         | 2:03,26 min |
| 7     | Maria Mutola      | Mosambik       | 2:04,36 min |
| 8     | Sheila Seebaluck  | Mauritius      | 2:08,93 min |

### Vorlauf 3
14:20 Uhr
| Platz | Name                | Nation              | Zeit        |
| ----- | ------------------- | ------------------- | ----------- |
| 1     | Sigrun Wodars       | DDR                 | 2:02,24 min |
| 2     | Delisa Floyd        | USA                 | 2:02,37 min |
| 3     | Soraya Telles       | Brasilien           | 2:02,48 min |
| 4     | Dalia Matusevičienė | Sowjetunion         | 2:02,57 min |
| 5     | Kirsty Wade         | Großbritannien      | 2:02,75 min |
| 6     | Maureen Stewart     | Costa Rica          | 2:08,17 min |
| 7     | Laverne Bryan       | Antigua und Barbuda | 2:12,18 min |
| DNS   | Sun Sumei           | Volksrepublik China |             |

### Vorlauf 4
14:25 Uhr
| Platz | Name              | Nation         | Zeit        |
| ----- | ----------------- | -------------- | ----------- |
| 1     | Kim Gallagher     | USA            | 2:01,70 min |
| 2     | Diane Edwards     | Großbritannien | 2:01,79 min |
| 3     | Nadija Olisarenko | Sowjetunion    | 2:01,81 min |
| 4     | Letitia Vriesde   | Suriname       | 2:01,83 min |
| 5     | Hassiba Boulmerka | Algerien       | 2:03,33 min |
| 6     | Renée Bélanger    | Kanada         | 2:04,74 min |
| DNS   | Rosa Colorado     | Spanien        |             |

## Halbfinale
Datum: 25. September 1988
Für das Finale qualifizierten sich in den beiden Läufen die jeweils ersten vier Athletinnen (hellblau unterlegt).

### Lauf 1
14:20 Uhr
| Platz | Name               | Nation         | Zeit        |
| ----- | ------------------ | -------------- | ----------- |
| 1     | Sigrun Wodars      | DDR            | 1:57,21 min |
| 2     | Kim Gallagher      | USA            | 1:57,39 min |
| 3     | Slobodanka Čolović | Jugoslawien    | 1:57,49 min |
| 4     | Maite Zúñiga       | Spanien        | 1:58,85 min |
| 5     | Kirsty Wade        | Großbritannien | 2:00,86 min |
| 6     | Soraya Telles      | Brasilien      | 2:01,86 min |
| 7     | Joetta Clark       | USA            | 2:03,32 min |
| 8     | Nadija Olisarenko  | Sowjetunion    | 2:05,27 min |

### Lauf 2
14:25 Uhr
| Platz | Name                | Nation         | Zeit         |
| ----- | ------------------- | -------------- | ------------ |
| 1     | Christine Wachtel   | DDR            | 1:58,44 min  |
| 2     | Delisa Floyd        | USA            | 1:58,82 min  |
| 3     | Inna Jewsejewa      | Sowjetunion    | 1:59,10 min  |
| 4     | Diane Edwards       | Großbritannien | 1:59,66 min  |
| 5     | Gabriela Lesch      | BR Deutschland | 1:59, 85 min |
| 6     | Shireen Bailey      | Großbritannien | 1:59,94 min  |
| 7     | Dalia Matusevičienė | Sowjetunion    | 2:00,15 min  |
| 8     | Letitia Vriesde     | Suriname       | 2:02,34 min  |

## Finale

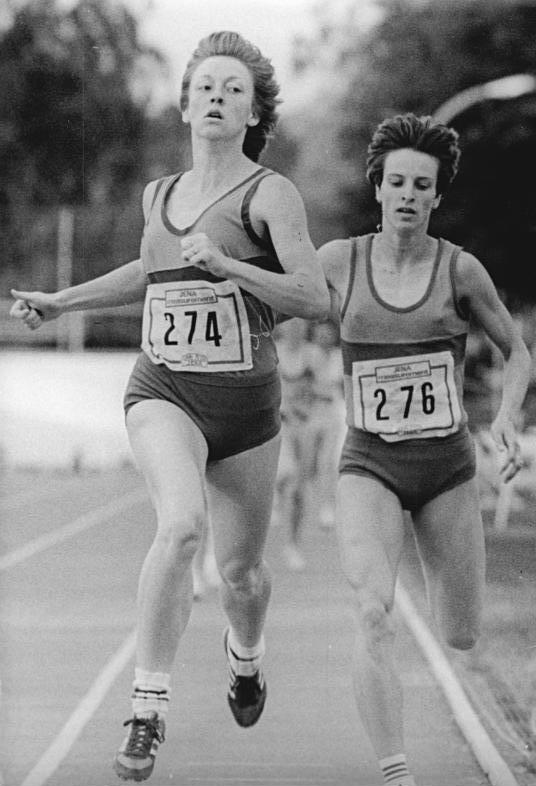
Die beiden Erstplatzierten bei den DDR-Meisterschaften 1988 Christine Wachtel (links) und Sigrun Wodars (rechts) waren auch in Seoul vorn – Wodars siegte vor Wachtel

Datum: 26. September 1988, 13:25 Uhr
| Platz | Name               | Nation         | Zeit        |
| ----- | ------------------ | -------------- | ----------- |
| 1     | Sigrun Wodars      | DDR            | 1:56,10 min |
| 2     | Christine Wachtel  | DDR            | 1:56,64 min |
| 3     | Kim Gallagher      | USA            | 1:56,91 min |
| 4     | Slobodanka Čolović | Jugoslawien    | 1:57,50 min |
| 5     | Delisa Floyd       | USA            | 1:57,80 min |
| 6     | Inna Jewsejewa     | Sowjetunion    | 1:59,37 min |
| 7     | Maite Zúñiga       | Spanien        | 1:59,82 min |
| 8     | Diane Edwards      | Großbritannien | 2:00,77 min |

Für das Finale hatten sich jeweils zwei Läuferinnen aus der DDR und den USA qualifiziert. Komplettiert wurde das Starterfeld mit jeweils einer Athletin aus Jugoslawien, Spanien, der Sowjetunion und Großbritannien.
Eine der Hauptfavoritinnen, die Kubanerin Ana Fidelia Quirot, konnte auf Grund des kubanischen Boykotts nicht antreten. Mit den größten Sieg- und Medaillenaussichten gingen die amtierende Weltmeisterin Sigrun Wodars und Vizeweltmeisterin Christine Wachtel, beide aus der DDR, an den Start.
Die beiden DDR-Athletinnen bestimmten das Finalrennen von Beginn an. Bis kurz vor Ende der ersten Runde lag Wachtel an der Spitze, dann übernahm Wodars die Führung. Die 400-Meter-Marke wurde in sehr schnellen 56,43 Sekunden passiert. Dritte war Inna Jewsejewa, UdSSR, Vierte die Jugoslawin Slobodanka Čolović vor der US-Amerikanerin Kim Gallagher. Dahinter gab es eine Lücke, die sich in der Kurve zwischen 400 und 500 Metern vergrößerte. In der Zielkurve schob sich Wachtel an Wodars vorbei und Gallagher passierte die beiden vor ihr liegenden Gegnerinnen. Die beiden DDR-Läuferinnen und Gallagher lagen noch dicht beisammen und kämpften um die Medaillenverteilung. Die Abstände nach hinten wurden immer größer. Auf der Zielgeraden konterte Sigrun Wodars Wachtels Angriff und gewann die Goldmedaille. Christine Wachtel blieb die Silbermedaille, die sie gegen die stark aufgekommene US-Amerikanerin Kim Gallagher behaupten konnte. Slobodanka Čolović verteidigte ihren vierten Platz, während Inna Jewsejewa hinter der US-Amerikanerin Delisa Floyd auf Rang sechs zurückfiel.
Sigrun Wodars errang den ersten Olympiasieg der DDR über 800 Meter der Frauen.

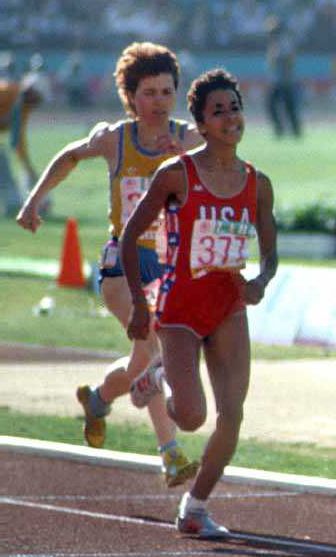
Nach Olympiasilber 1984 (Foto) gab es für Kim Gallagher (rechts) hier die Bronzemedaille
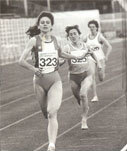
Slobodanka Čolović (Nr. 323) erreichte Platz vier
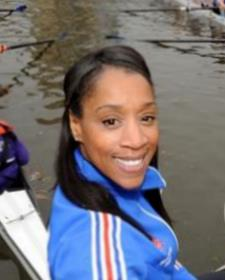
Diane Edwards (Foto: 2009), spätere Diane Modahl, kam auf den achten Platz

## Videolinks
- 1988 Seoul Olympic Games Women's 800, youtube.com, abgerufen am 5. Dezember 2021
- 1988 Seoul Olympic Games Women's 800, youtube.com, abgerufen am 30. Januar 2018